# Argyrophis
Argyrophis – rodzaj węży z podrodziny Asiatyphlopinae w rodzinie ślepuchowatych (Typhlopidae).

## Zasięg występowania
Rodzaj obejmuje gatunki występujące w Azji (Chiny, Pakistan, Indie, Nepal, Bhutan, Bangladesz, Mjanma, Laos, Wietnam, Kambodża, Tajlandia, Malezja, Singapur, Tajwan i Indonezja).

## Systematyka

### Etymologia
- Argyrophis: gr. αργυρος arguros „srebro”, od αργος argos „lśnić”[6]; οφις ophis, οφεως opheōs „wąż”[7].
- Asiatyphlops: łac. Asiaticus „azjatycki”, od gr. Ασιατικος Asiatikos „azjatycki”, od Ασια Asia „Azja”; gr. τυφλωψ tuphlōps, τυφλωπος tuphlōpos „ślepy wąż”[3].

### Podział systematyczny
Do rodzaju należą następujące gatunki:
- Argyrophis bothriorhynchus
- Argyrophis diardii
- Argyrophis fuscus
- Argyrophis giadinhensis
- Argyrophis hypsobothrius
- Argyrophis klemmeri
- Argyrophis koshunensis
- Argyrophis muelleri
- Argyrophis oatesii
- Argyrophis roxaneae
- Argyrophis siamensis
- Argyrophis trangensis